# Anomala libidinosa
Anomala libidinosa är en skalbaggsart som beskrevs av Ohaus 1916. Anomala libidinosa ingår i släktet Anomala och familjen Rutelidae. Inga underarter finns listade i Catalogue of Life.